# Wilmington International Airport

i7
i11
i13
Der Wilmington International Airport (IATA: ILM, ICAO: KILM) oder auch New Hanover County International Airport ist ein Flughafen im US-Bundesstaat North Carolina und liegt an der Stadtgrenze der Küstenstadt Wilmington. Er befindet sich an der Interstate 40 sowie der Interstate 140 auf einer Höhe von 10 m über NN.

## Flughafeninfos
Der Airport war ursprünglich ein Militärflugplatz, dient heute jedoch dem inländischen, regionalen und privaten Flugverkehr. Er verfügt über ein Terminal, zwei Start- und Landebahnen, sowie eine 24 Stunden besetzte Zollstation für Reisende. Der Flughafen gehörte außerdem zu den für Space Shuttle geeigneten Notlandeplätzen.

## Verkehrszahlen
| Jahr | Passagierzahlen | Luftfracht (Tonnen) (mit Luftpost) | Flugbewegungen (mit Militär) |
| ---- | --------------- | ---------------------------------- | ---------------------------- |
| 2019 | 1.075.963       | 1.236                              |                              |
| 2018 | 934.058         | 1.584                              |                              |
| 2017 | 836.589         | 1.786                              | 57.830                       |
| 2016 | 817.896         | 1.697                              | 50.579                       |
| 2015 | 769.809         | 1.725                              | 48.874                       |
| 2014 | 751.584         | 1.615                              | -                            |
| 2013 | 802.744         | 1.577                              | -                            |
| 2012 | 795.912         | 1.721                              | -                            |
| 2011 | 805.511         | 1.655                              | -                            |
| 2010 | 821.940         | 1.710                              | -                            |
| 2009 | 807.126         | 1.640                              | -                            |
| 2008 | 814.502         | 1.884                              | -                            |
| 2007 | 801.187         | 2.114                              | -                            |
| 2006 | 640.663         | 1.812                              | -                            |
| 2005 | 700.427         | 1.868                              | -                            |
| 2004 | 574.654         | 1.866                              | 83.342                       |
| 2003 | 432.619         | 1.894                              | 80.037                       |
| 2002 | 455.001         | 1.978                              | 83.560                       |
| 2001 | 491.771         | -                                  | 71.448                       |
| 2000 | 533.588         | -                                  | 86.170                       |
| 1999 | 521.070         | -                                  | 76.430                       |
| 1998 | 496.288         | -                                  | 71.150                       |
| 1997 | 430.307         | -                                  | 69.936                       |
| 1996 | 404.724         | -                                  | 66.973                       |
| 1995 | -               | -                                  | 70.098                       |

### Verkehrsreichste Strecken
| Rang | Stadt                                 | Passagiere | Fluggesellschaft |
| ---- | ------------------------------------- | ---------- | ---------------- |
| 01   | Charlotte, North Carolina             | 250.660    | American         |
| 02   | Atlanta, Georgia                      | 112.220    | Delta            |
| 03   | New York–LaGuardia, New York          | 43.070     | American, Delta  |
| 04   | Philadelphia, Pennsylvania            | 40.130     | American         |
| 05   | Washington–Dulles, Washington, D.C.   | 26.920     | United           |
| 06   | Dallas/Fort Worth, Texas              | 26.800     | American         |
| 07   | Chicago–O’Hare, Illinois              | 24.920     | American, United |
| 08   | Washington–National, Washington, D.C. | 13.930     | American         |
| 09   | Greensboro/High Point, North Carolina | 50         | k. A.            |
| 10   | South Bend, Indiana                   | 40         | k. A.            |